# 李鍵 (足球運動員)
李鍵（1986年2月5日—），男，江苏南京人，中國足球運動員，司職前鋒，現時效力中國足球協會乙級聯賽球會蘇州東吳。

## 球會生涯
李鍵生於中國南京市，於2010年7月由於屬會中甲的溫州葆隆散班，而他獲范志毅推薦來港加盟四海流浪。2012年7月轉會標準流浪，可是由於流浪要騰空外援名額，因此將他外借到甲組球會橫濱FC香港，以便等待他轉為本地球員，但李鍵轉會後，只後備上陣一場就被指配合不到球隊，開始被雪藏。至2013年6月回歸標準流浪。
2013/14球季，李鍵轉會愉園，可是愉園因打假波被香港足總暫停所有有關在球季的餘下賽事，使李鍵於2014年3月加盟港超聯球會太陽飛馬，於8月為爭取更多上陣機會，外借至港超聯地區球會黃大仙，最終協助球會獲得聯賽第8名，成功留級，而他錄得5球進帳。
2015年7月，李鍵在南韓籍隊友尹東憲推薦下，到韓國挑戰K聯賽球會高陽Hi試腳兩周，還在友賽登場，結果最終未有成事，回港後他加盟港超聯球會標準流浪，12月重返黃大仙，結果球會只得11分，排行聯賽榜尾，需要降級至甲組，而李鍵便回歸中國加盟中乙球會蘇州東吳。

## 國際賽生涯
李鍵於在港居住滿2年後獲代表香港佂戰國際A級賽的資格，直到2015年3月8日，29歲的他獲當時香港主教練金判坤賞識，徵召主場迎戰關島代表隊的國際友誼賽名單中，可是最後李鍵以機會應給予其他本地年輕球員為由，而予以婉拒代表香港隊。

## 外部連結
- 香港足球總會網頁球員註冊資料[]